# 20 Years in History
20 Years in History е сборен албум в 2 диска на германската хевиметъл група „Running wild“, издаден на 22 септември 2003 година.

## Списък на песните

### CD1
1. „Prowling Werewolf“ (неиздавана дотогава) – 4:13
2. „Genghis Khan“ – 4:10
3. „Prisoners Of Our Time“ – 5:23
4. „Branded And Exiled '03“ (презаписана версия) – 3:58
5. „Mordor '03“ (презаписана версия) – 4:41
6. „Under Jolly Roger“ – 4:44
7. „Apocalyptic Horsemen“ (неиздавана дотогава) – 4:38
8. „Raise Your Fist“ – 5:31
9. „Port Royal“ – 4:14
10. „Conquistadores“ – 4:48
11. „Riding The Storm“ – 6:30
12. „Bad To The Bone“ – 4:48
13. „Blazon Stone“ – 6:32
14. „Little Big Horn“ – 4:58

### CD2
1. „Whirlwind“ – 4:55
2. „Treasure Island“ – 11:15
3. „Black Hand Inn“ – 4:33
4. „The Privateeer“ – 4:22
5. „Lions Of The Sea“ – 5:50
6. „Black Soul“ – 5:21
7. „Firebreather“ – 4:04
8. „Ballad Of William Kid“
9. „Victory“	– 4:49
10. „Tsar“ – 7:08
11. „Welcome To Hell“ – 4:35
12. „The Brotherhood“ – 6:46[1]

## Музиканти
- Rock'n'Rolf – вокал, китари
- Gerald 'Preacher' Warnecke – китари
- Majk Moti – китари
- Axel Morgan – китари
- Thilo Hermann – китари
- Stephan Boriss – китари
- Jens Becker – китари
- Peter Pichl – бас
- Thomas Smuszynski – бас
- Wolfgang 'Hasche' Hagemann – барабани
- Stefan Schwarzmann – барабани
- Ian Finlay – барабани
- Jörg Michael – барабани
- AC – барабани
- Angelo Sasso – барабани